# Huaceae
Huaceae — родина квіткових рослин, що включається до клади розиди.

## Систематика
У різних класифікаціях цю родину розглядали у складі порядків мальпігієцвіті, мальвоцвіті, фіалкоцвіті або виділяли в окремий порядок Huales. Система APG II відносить цю родину в кладу розиди, водночас система APG III (2009) поміщає його в порядок квасеницецвіті (Oxalidales).

## Поширення
Зустрічаються в тропічних областях Африки, наприклад в: Гані, Габоні, Камеруні, ДР Конго.

## Таксономія
До родини Huaceae належать 2 роди:
- Afrostyrax Perkins & Gilg
- Hua Pierre ex De Wild.типовий